# 邱映瑄
邱映瑄（2000年12月21日—）是台灣的自由式滑輪運動員。專長項目為花式繞樁（Classic Slalom）。

## 經歷
邱映瑄的父親曾是籃球校隊成員，母親為校隊經理。邱映瑄於小學一年級加入直排輪社團，該社團的教練是花式角標項目的國家隊教練，因此邱映瑄在小學四年級開始展開正式選手訓練，於小學六年級成為國家代表隊隊員。2013年起代表台灣在自由式滑輪花式角標國際賽事中屢有佳績，包括在2018年獲得世界錦標賽成年女子組銀牌、雙人花式角標獲得銅牌、亞洲錦標賽贏得金牌。在2018年、2019年期間為自由式滑輪花式角標世界積分排名第一。2022年參與中華奧會100周年紀念暨111年第32屆會長盃全國溜冰錦標賽，獲得大專社會女子組，其參賽影片被上傳至網路上後引發網友迴響。
與搭檔周柏崴以第一名入選雙人花樁國家代表，將代表台灣出賽杭州亞運
邱映瑄就讀國立政治大學附屬高級中學，並已經錄取清華大學拾穗計畫，目前就讀政治大學法律學系，因經常出國比賽，能通英語，並自學韓語。